# The Comic Strip
The Comic Strip és una sèrie animada estatunidenca que inclou quatre segments de dibuixos animats rotatius. La sèrie de 90 minuts va tenir lloc a la primera redifusió durant la temporada 1987 i també fou vista a ABC Television a Austràlia, a RPN-9 a les Filipines, a RTM 1 a Malàisia (on es va mostrar després de la llarga sèrie educativa infantil estatunidenca Sesame Street), a Fun Channel d'Orient Mitjà, a TV 4 de Trinidad i Tobago, a ATV de Hong Kong (com apart de la seva cadena televisiva infantil anomenada Tube Time), a TVJ de Jamaica i a Rai 2 d'Itàlia.
Malgrat el títol de l'espectacle, els segments no tenen antecedents en tires còmiques de diaris.
Aquesta va ser l'última sèrie de TV produïda per Rankin/Bass Productions, i distribuïda per Lorimar-Telepictures.

## Segments
Els quatres segments oferts eren:
- The Mini-Monsters: els germans bessons normals Sherman (amb veu de Seth Green) i Melissa es troben per sorpresa quan són enviats a un campament d'estiu durant un any. El Camp Mini-Mon es presenta amb música d'orgue interpretada per l'ombrívol director de campament (amb veu de Peter Newman)], i hi assisteixen nens monstre que són descendents de monstres famosos, una bruixa i Merlí. Són Dracky, fill del Comte Dràcula, Franky fill de Frankenstein, Wolfie fill de L'home llop, Lagoon fill del monstre de la Llacuna Negra, Mummo fill de la mòmia, Blanko fill de l'home invisible, Klutz (que potser podria ser fill de Godzilla), Jynx la bruixa (amb veu de Maggie Wheeler), i Melvin fill de Merlí acompanyat per Cawfield el corb que parla (amb veu d'Earl Hammond). A més, el director del campament està assistit pel net del Dr. Jekyll i Mr. Hyde (amb veu d'Earl Hammond) que treballa com a metge del camp.
- Street Frogs: que representa les típiques entremeliadures d'adolescent d'una colla de granotes de carrer intel·ligents anomenades Big Max (amb veu de Bob McFadden), Spider, Moose The Loose, "Honey Love" Loretta (amb veu de Carmen de Lavallade) i Dr, Slick. Estan en bones relacions amb una tortuga anomenada Snappy Sam (amb veu de Ron Taylor que dirigeix el restaurant on treballa Loretta. Cada episodi conté un número musical. A banda del regular Ranking-Bass Bob McFadden, aquest segment comptava amb un repartiment afroamericà. Ron Taylor també proporciona la veu a les cançons d'aquest segment.
- Karate Kat: en un món habitat per gats antropomorfs, un gat investigador privat (amb veu de Bob McFadden) utilitza el seu karate per lluitar contra el crim a la seva ciutat que pren la forma del líder de la banda Big Papa i els seus dos lacais anomenats Boom-Boom birmà (amb veu de Larry Kenney) i Sumo Sai. Quan treballa a l'agència de detectius McClaws, dirigida per la seva cap Katie "Big Mama" McClaw (amb veu de Gerrianne Raphael), Karate Kat és ajudat pels seus amics/col·laboradors com l'inventor Dr. Kathmandu (amb veu de Larry Kenney), Ciaobaby i la seva germana Meowbaby (amb veu de Maggie Jacobsen), la seva companya i sparring Katgut, i l'anomenat Katatonic.
- La Patrulla dels Taurons (TigerSharks): un grup d'híbrids d'humà i animal marí formats per Mako (amb veu de  Peter Newman), Walro (amb veu d'Earl Hammond), Dolph (amb veu de Larry Kenney), Octavia (amb veu de Camille Bonora), Lorca, Bronc, Angel i Gupp participant en aventures submarines contra vilans com T-Ray i el capità Bizzarly. Cada episodi constava de dues parts.

Generalment a cada emissió es mostraven dos segments d'uns 10 minuts.

## Llançaments en vídeo
Es van publicar en VHS els llançaments de certs episodis de The Comic Strip el 1987. Cadascuna de les cintes de VHS presentava tres trames d'un dibuix animat particular. Per exemple, el vídeo "Adventures at Camp Mini-Mon" contenia tres episodis: "Camp Mini-Mon The First Day", "The Belly Ache" and "Alien."